# Trichosurus vulpecula
Pour les articles homonymes, voir Phalanger, Phalanger (homonymie) et possum.
Espèce
Statut de conservation UICN

 LC  : Préoccupation mineure
Synonymes
- Trichosurus fuliginosus Ogilby, 1831

Trichosurus vulpecula, appelé Phalanger-renard (ou Phalanger renard), Phalanger vulpin, Phalanger commun, possum a queue en brosse, localement « possum », est une espèce de petits marsupiaux arboricoles australiens à queue préhensile qui se nourrit de feuillages et de fruits mais aussi d'insectes, d'œufs, d'oisillons et de porcelets. Introduit en Nouvelle-Zélande pour sa fourrure, il y est à présent considéré comme une espèce invasive car, sans prédateur sur cette île, il pille les nids, blesse les arbres et transmet la tuberculose bovine.

## Description de l'espèce

### Morphologie
D'une longueur du corps de 35 à 55 cm prolongé de 25 à 40 cm de queue, cet animal a un poids qui varie selon le sexe : environ 4 kg pour les mâles, et de 1,5 à 3,5 kg pour les femelles.

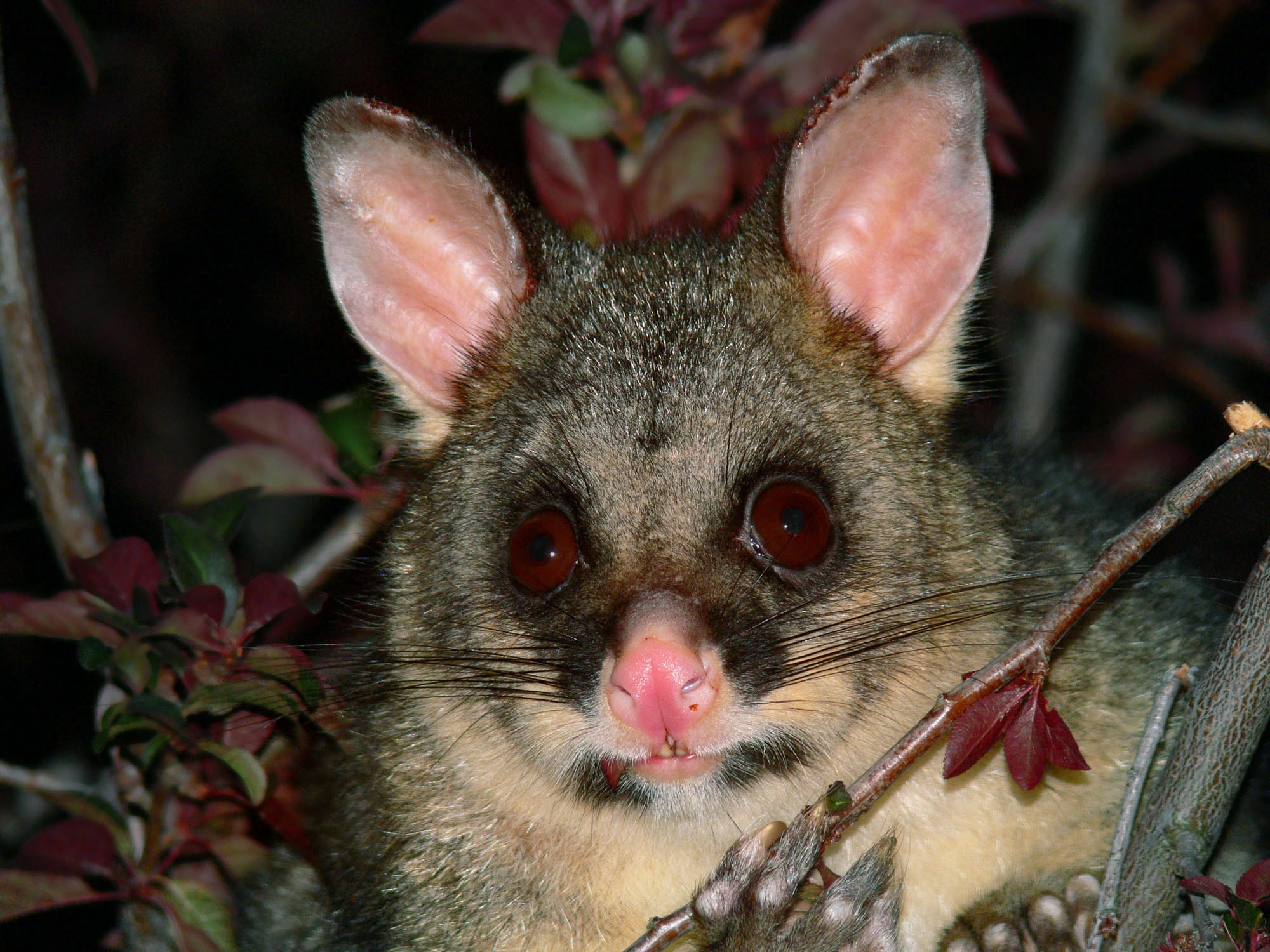
Tête en gros plan
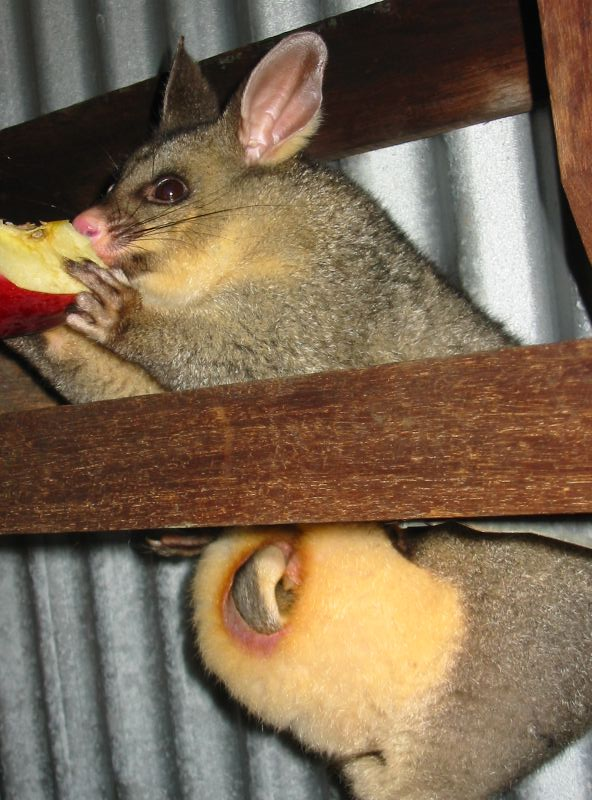
Femelle et petits dans la poche marsupiale
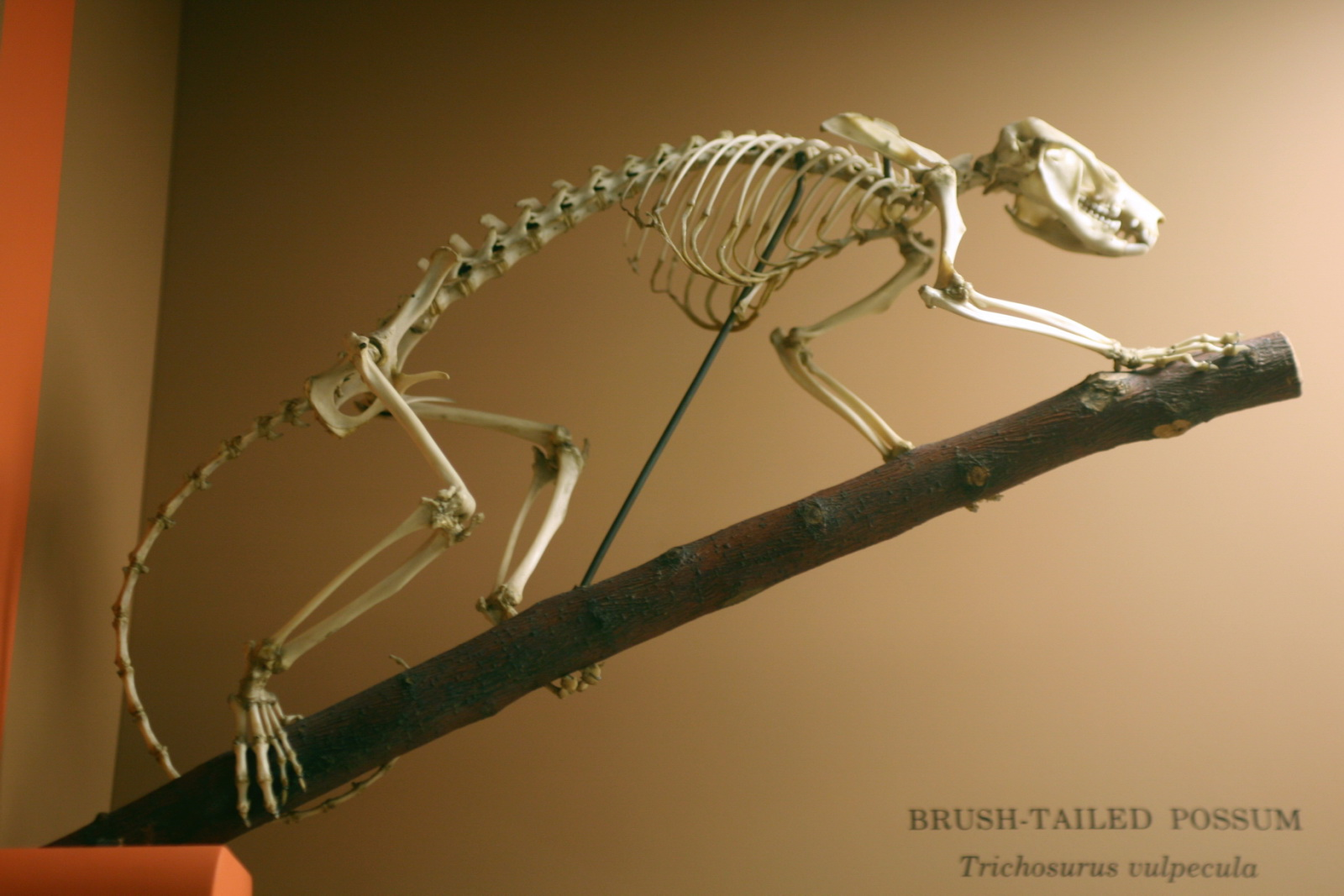
Squelette de l'animal

### Reproduction
- maturité sexuelle : 1 an
- gestation : 17 jours + 5 mois dans la poche marsupiale
- nombre de jeunes / portée : 1
- nombre de portées / an : 1

### Régime alimentaire
Il se nourrit de feuilles, fleurs, fruits, insectes, œufs, oisillons, et cadavres.

## Écologie et répartition
Australie (Queensland, Gold Coast, South Australia). Invasif en Nouvelle-Zélande.

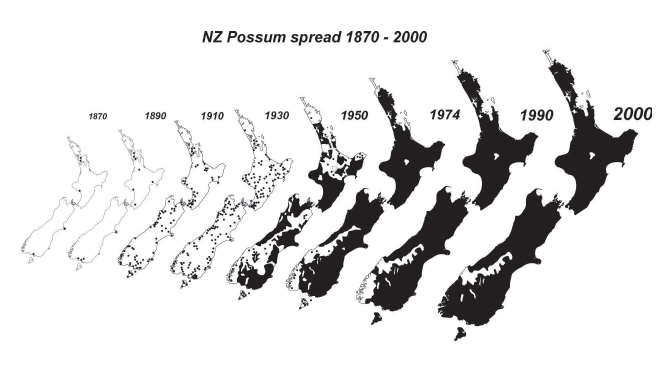
Cartographie du rythme d'« invasion » (territoire occupé en noir) de la Nouvelle-Zélande par cette espèce introduite par l'Homme à partir de l'Australie

Il n'a pas de prédateurs en Nouvelle-Zélande à part l'homme qui le recherche pour sa fourrure.

### Le Phalanger renard en Nouvelle-Zélande

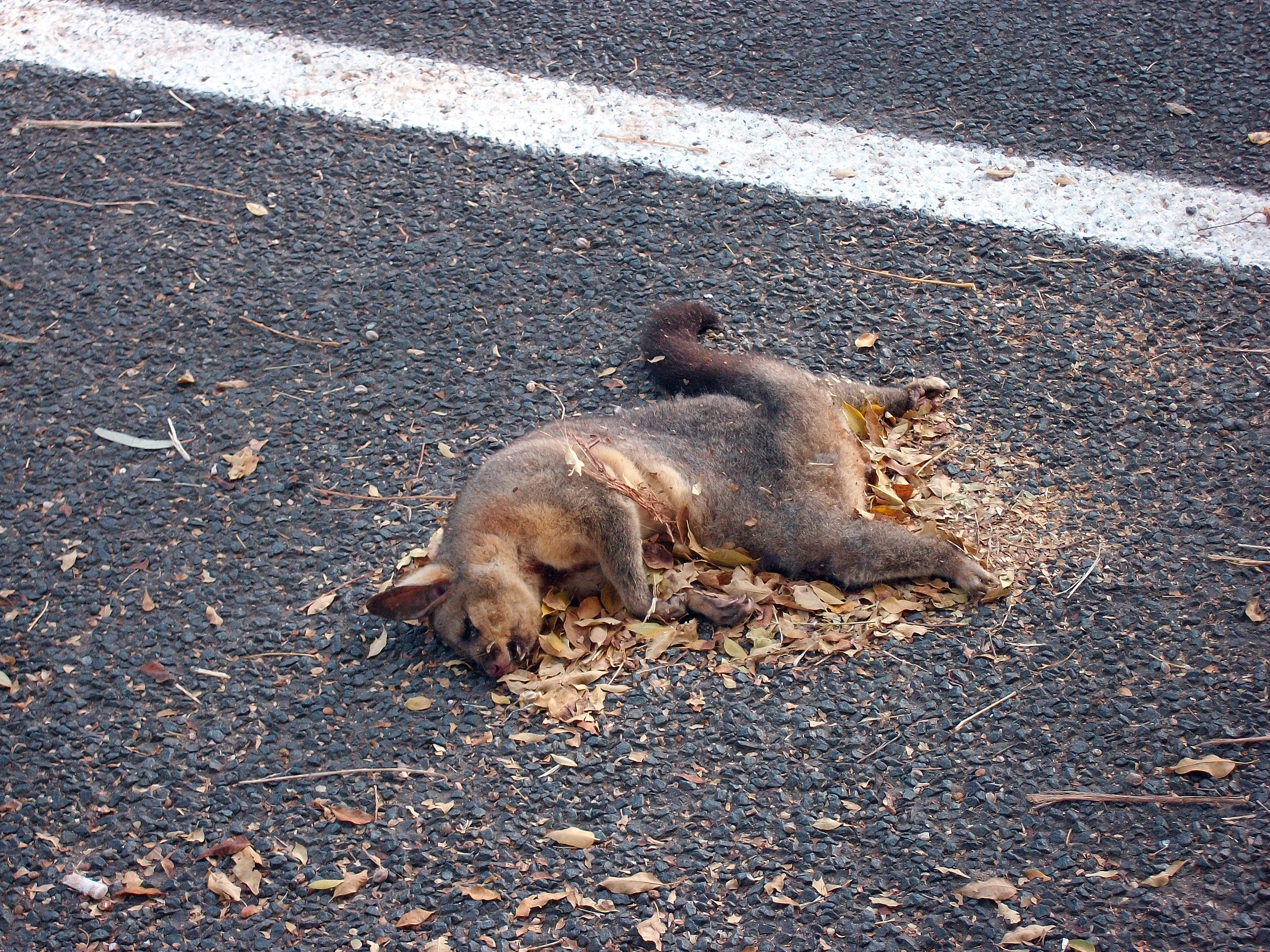
Cadavre de possum probablement tué par une voiture (Ces cadavres sont susceptibles en Nouvelle-Zélande d'être source de diffusion du microbe responsable de la tuberculose bovine)

Appelé localement possum, l'espèce est considérée en Nouvelle-Zélande comme un animal très nuisible,.
Les possums sont des prédateurs redoutables pour la faune et la flore natives néo-zélandaises. Ils mangent les œufs des oiseaux et lorsqu'ils marquent leur territoire, ils blessent souvent à mort les jeunes arbres natifs à croissance très lente[réf. nécessaire].
Des peluches, « scratched possum », sont à vendre en Nouvelle-Zélande (depuis les années 1990), représentant un possum écrasé portant une trace de pneu pour encourager la population à réduire leur population.

#### Taxinomie
- (en) Mammal Species of the World (3e  éd., 2005) : Trichosurus vulpecula Kerr, 1792
- (en) Catalogue of Life : Trichosurus vulpecula (Kerr, 1792)
- (en) GISD : espèce Trichosurus vulpecula
- (fr + en) ITIS : Trichosurus vulpecula  (Kerr, 1792)
- (en) Animal Diversity Web : Trichosurus vulpecula
- (en) NCBI : Trichosurus vulpecula (taxons inclus)

#### Autres sites
- (en) UICN : espèce Trichosurus vulpecula  (Kerr, 1792)
- (en) GISD : espèce Trichosurus vulpecula (Kerr, 1792)
- (en) W.Q.Green et J.D. Coleman, Response of a brush-tailed possum population to intensive trapping dans le New Zealand journal of zoology  (ISSN 0301-4223), (CODEN NZJZAW), 1984, vol. 11, no3, pp. 319–328 (21 ref.) édité par Department of Scientific and Industrial Research, Wellington, Nouvelle-Zélande (1974). Lire le résumé en français